# Station Świebodzin
Station Świebodzin is een spoorwegstation in de Poolse plaats Świebodzin.